# 格奥尔丁·亨利
格奥尔丁·亨利（英語：Geordine Henry，1988年3月21日—），牙買加女子羽毛球運動員。

## 簡歷
2016年3月，格奥尔丁·亨利出戰牙買加羽毛球國際賽，與米凯莉亚·霍尔丹合作赢得女子雙打亞軍。

## 主要比賽成績
只列出曾進入準決賽的國際賽事成績：
| 年份   | 賽事                         | 公開賽級別 | 項目     | 拍檔            | 成績   |
| ------ | ---------------------------- | ---------- | -------- | --------------- | ------ |
| 2013年 | 加勒比地區羽毛球聯合會國際賽 | 未來系列賽 | 混合雙打 | 加雷斯·亨利     | 亞軍   |
| 2014年 | 吉拉爾迪拉羽毛球賽           | 國際系列賽 | 混合雙打 | 加雷斯·亨利     | 準決賽 |
| 2016年 | 牙買加羽毛球國際賽           | 國際系列賽 | 女子雙打 | 米凯莉亚·霍尔丹 | 亞軍   |
| 2016年 | 牙買加羽毛球國際賽           | 國際系列賽 | 混合雙打 | 加雷斯·亨利     | 準決賽 |
| 2016年 | 泛美洲羽毛球錦標賽           | 其他       | 混合團體 | －              | 第四名 |
| 2017年 | 牙買加羽毛球國際賽           | 國際系列賽 | 女子雙打 | Alana Bailey    | 準決賽 |
| 2017年 | 牙買加羽毛球國際賽           | 國際系列賽 | 混合雙打 | 加雷斯·亨利     | 準決賽 |

| 2007-2017年 | 首要超級賽 | 超級賽 | 黃金大獎賽 | 大獎賽 | 國際挑戰賽 | 國際系列賽 | 未來系列賽 | 其他 |

| 2018-2026年 | 總決賽 | 超級1000賽 | 超級750賽 | 超級500賽 | 超級300賽 | 超級100賽 | 國際挑戰賽 | 國際系列賽 | 未來系列賽 | 其他 |